# Грамон, Антуан I д’Ор
Антуан I д’Ор, виконт д’Астер, граф де Грамон (фр. Antoine d’Aure, vicomte d’Aster, comte de Gramont; 1526 — 8 декабря 1576) — протестантский полководец, вождь гугенотов Гаскони, провозгласивший себя суверенным правителем Бидаша.

## Религиозные войны
7 декабря 1561 года Грамон был назначен кавалером ордена Святого Михаила. Грамон был вместе с принцем Конде в Орлеане (1562), куда привёл армию из 6000 человек, под командованием сеньора де Монмора. Участвовал в битве при Дрё (1562). В 1564 году Жанна д’Альбре назначила его генерал-лейтенантом.
Во время Варфоломеевской ночи Антуан де Грамон был одним из четырёх дворян, помилованных королём. После чего он отрёкся от кальвинизма.

## Семья
- Отец: Мено д’Ор, виконт д’Астер
- Мать: Клэр де Граммон
- Жена: Элен де Клермон